# Departamento de Neiva (Cundinamarca)
Neiva fue uno de los departamentos en que se dividía el Estado Soberano de Cundinamarca (Colombia). Fue creado por medio de la ley del 14 de noviembre de 1857, a partir del territorio de la provincia de Neiva. Tenía por cabecera a la ciudad de Neiva. Fue suprimido el 12 de abril de 1861 y su territorio adjudicado al departamento del Sur del recién creado Estado Soberano del Tolima. El departamento comprendía parte del territorio de las actuales regiones huilenses de Subcentro, Subsur, Suboccidente y Subnorte.

## División territorial
El departamento al momento de su creación (1857) estaba dividido en los distritos de Neiva (capital), Guagua, Retiro, Yaguará, Íquira, Carnicerías, Nátaga, Hobo, Campoalegre, Caguán, Fortalecillas, Unión, Colombia, Alpujarra, Villavieja, Aipe y Órganos.
Tras la absorción del departamento de Garzón en 1860, el departamento comprendía los distritos de Neiva (capital), Aipe, Alpujarra, Caguán, Campoalegre, Carnicerías, Colombia, Fortalecillas, Guagua, Hobo, Íquira, Nátaga, Órganos, Retiro, Villavieja, Yaguará, Agrado, Altamira, Elías, Garzón, Gigante, Guadalupe, Hato, Jagua, Paicol, Pital, Pitalito, Plata, Santa Librada y Timaná.